# Schizocardium brasiliense
Schizocardium brasiliense är en djurart som tillhör fylumet svalgsträngsdjur, och som beskrevs av Spengel 1893. Schizocardium brasiliense ingår i släktet Schizocardium och familjen Spengelidae. Inga underarter finns listade i Catalogue of Life.